# Ryszard Bojar
Ryszard Bojar (ur. 20 lipca 1932 w Mławie, zm. 23 lutego 2017 w Warszawie) – polski artysta plastyk działający m.in. w dziedzinach wzornictwa przemysłowego, architektury wnętrz oraz informacji i identyfikacji wizualnej. Wieloletni pracownik Instytutu Wzornictwa Przemysłowego, nauczyciel akademicki, autor licznych publikacji branżowych, uczestnik wystaw i warsztatów. Artysta znany z projektów identyfikacji wizualnych CPN, FSM, Predomu  i warszawskiego metra.

## Życiorys

### Wykształcenie
W latach 1949–1951 kształcił się w liceum plastycznym wchodzącym w skład Zespołu Szkół Plastycznych im. Stanisława Kopystyńskiego we Wrocławiu. Po jego ukończeniu studiował w Państwowej Wyższej Szkole Sztuk Plastycznych we Wrocławiu, a od 1952 na Wydziale Architektury Wnętrz Akademii Sztuk Pięknych w Warszawie. W 1956 uzyskał absolutorium i rozpoczął praktykę dyplomową w zakresie projektowania form przemysłowych u prof. Zdenka Kovara na UMPRUM w Pradze, skąd powrócił rok później. W 1958 z wyróżnieniem obronił dyplom w pracowni prof. Jerzego Sołtana. Od 1960 do 1961 odbywał stypendium UNESCO w School of Design na Illinois Institute of Technology w Chicago oraz w Hochschule für Gestaltung w Ulm.

### Kariera zawodowa
W latach 1956–1958 współpracował z Zakładem Artystyczno-Badawczym warszawskiej ASP, natomiast od 1958 do 1960 był asystentem projektanta w pracowni Borawski-Nowak. W latach 1960–1963 pracował jako projektant w Zakładzie Wnętrz Instytutu Wzornictwa Przemysłowego, gdzie współpracował z zespołem antropologów nad normami pozwalającymi zapewnić funkcjonalność wnętrz i przedmiotów użytkowych. Od 1960 do 1969 współpracował z miesięcznikiem „Projekt”, w którym publikował swoje artykuły. W 1961 wraz z innymi 15 projektantami założył Stowarzyszenie Projektantów Form Przemysłowych. W okresie 1961–1963 był konsultantem do spraw wzornictwa przemysłu obrabiarek i narzędzi oraz kierownikiem pracowni wzornictwa Centralnego Biura Konstrukcyjnego Obrabiarek w Pruszkowie, po czym do 1965 pełnił funkcję starszego inspektora do spraw wzornictwa w Ministerstwie Przemysłu Ciężkiego, a następnie do 1968 był starszym radcą w Sekretariacie Rady Wzornictwa i Estetyki Produkcji Przemysłowej przy Prezesie Rady Ministrów. W 1965 został członkiem International Council of Societies of Industrial Design, a rok później został członkiem zarządu SPFP. Od 1968 do 1970 był starszym radcą w Sekretariacie Rady Wzornictwa Centralnego Urzędu Jakości i Miar, natomiast od 1970 do 1971 pełnił funkcję kierownika Działu Współpracy z Przemysłem w IWP. W latach 1971–1977 był kierownikiem ośrodka wzornictwa i ergonomii w Bumar-PIMB. W 1975 został członkiem sekcji J Stowarzyszenia Autorów ZAiKS zrzeszającej autorów dzieł plastycznych. W tym samym roku objął stanowisko prezesa SPFP, na którym pozostał do 1983, zaś w latach 1977–1981 sprawował funkcję wiceprezesa ICSID. Od 1978 do 1990 był kierownikiem branżowego ośrodka wzornictwa i ergonomii w Ośrodku Badawczo-Rozwojowym Predomu.
W 1990 założył własne studio projektowe Studio Concept, które w 1993 zmieniło nazwę na Design Studio Color Koncept. Wówczas zostało ono również jedynym w Polsce przedstawicielem szwedzkiego przedsiębiorstwa NCS Colour AB, które opracowało Natural Colour System.
Bojar był wykładowcą wzornictwa i barwy na wyższych uczelniach plastycznych oraz autorem publikacji o tej tematyce. Brał udział w wystawach i warsztatach. Posiadał tytuł członka honorowego SPFP oraz należał do Okręgu Warszawskiego Związku Polskich Artystów Plastyków.

## Życie prywatne
Ryszard Bojar urodził się 20 lipca 1932 w Mławie, a po II wojnie światowej zamieszkał we Wrocławiu. Miał rodzinę w okolicach Warszawy, dlatego od lat 50. XX wieku bywał i pomieszkiwał w Łomiankach. W 1988 ostatecznie przeprowadził się do Łomianek-Dąbrowy, gdzie prowadził pracownię projektową zlokalizowaną przy ul. Zachodniej 17.
Był mężem Danuty Czosnykowskiej. Jego córką jest urodzona w 1967 Joanna Bojar-Antoniuk – plastyk z wykształcenia, żona plastyka Andrzeja Antoniuka.
Zmarł 23 lutego 2017 w Warszawie, a 2 marca został pochowany na cmentarzu Północnym w Warszawie (kwatera U-IV-1, rząd 1, grób 3).

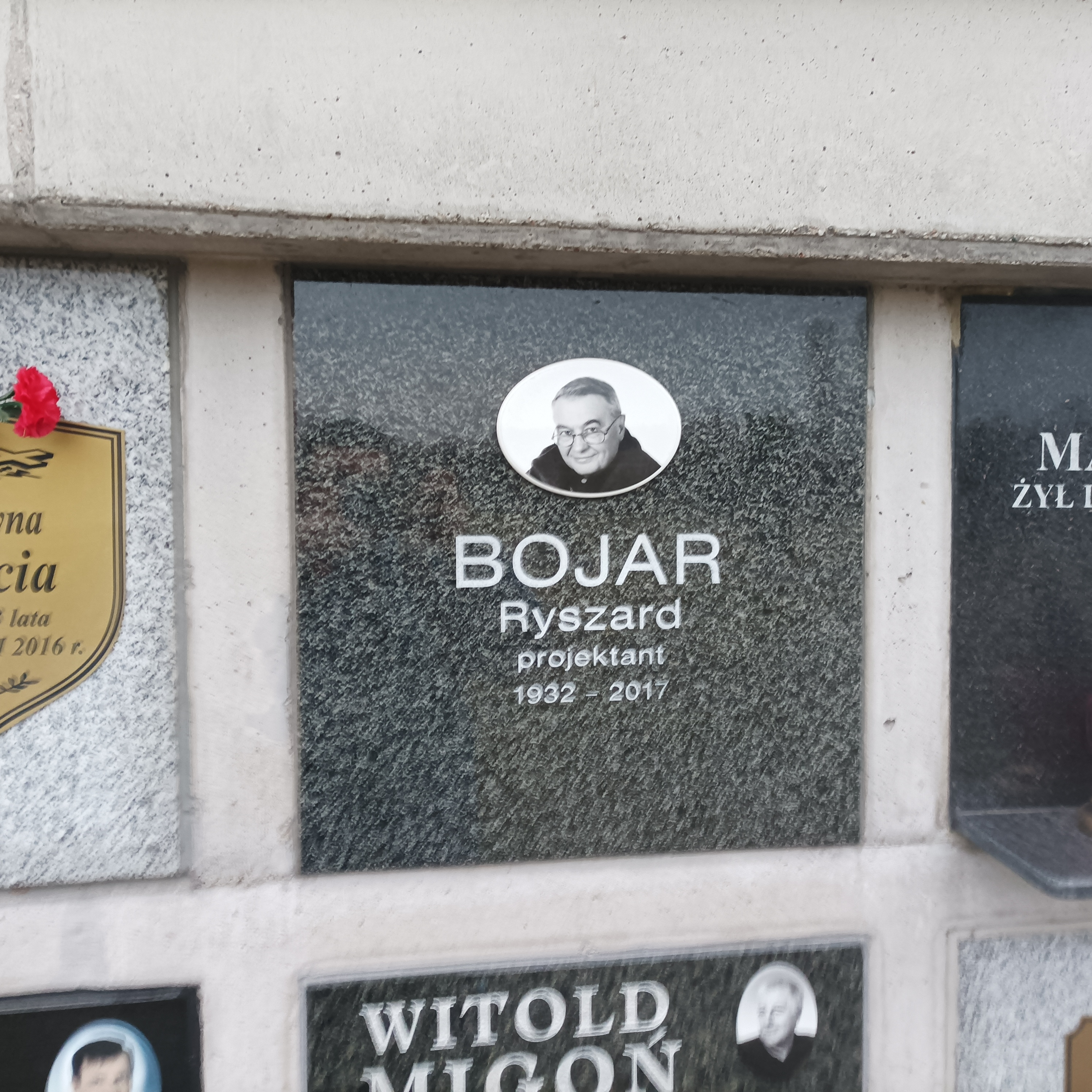
Grób Ryszarda Bojara na Cmentarzu Komunalnym Północnym w Warszawie

## Projekty

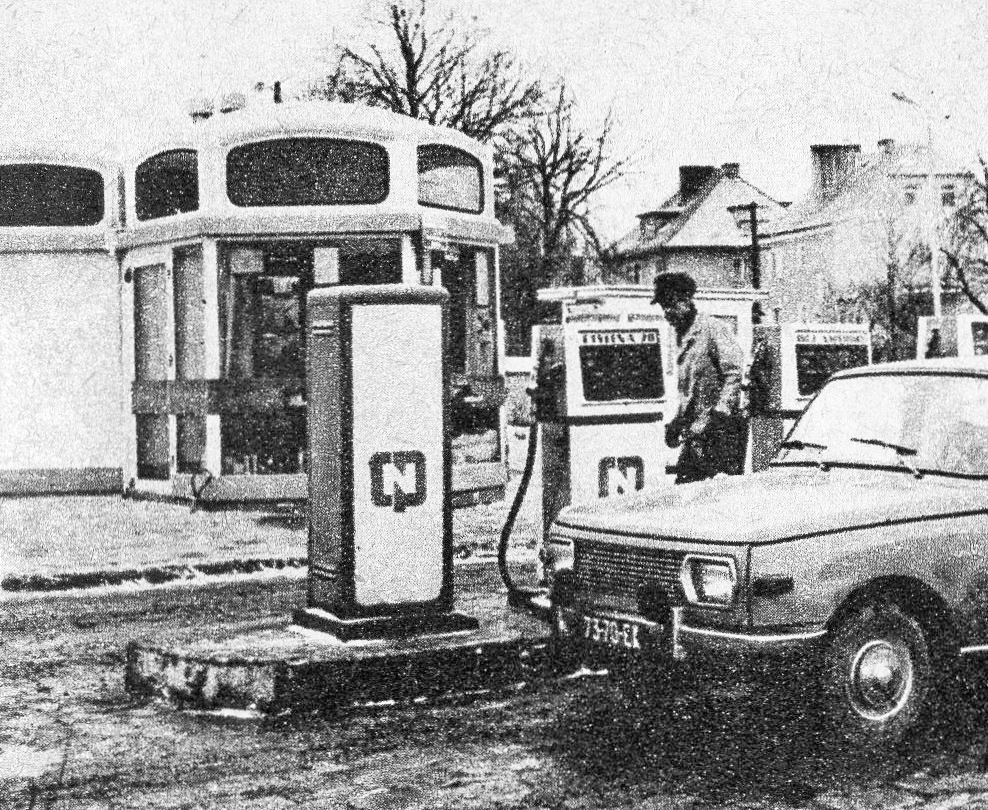
Dystrybutory CPN (1964–1994)

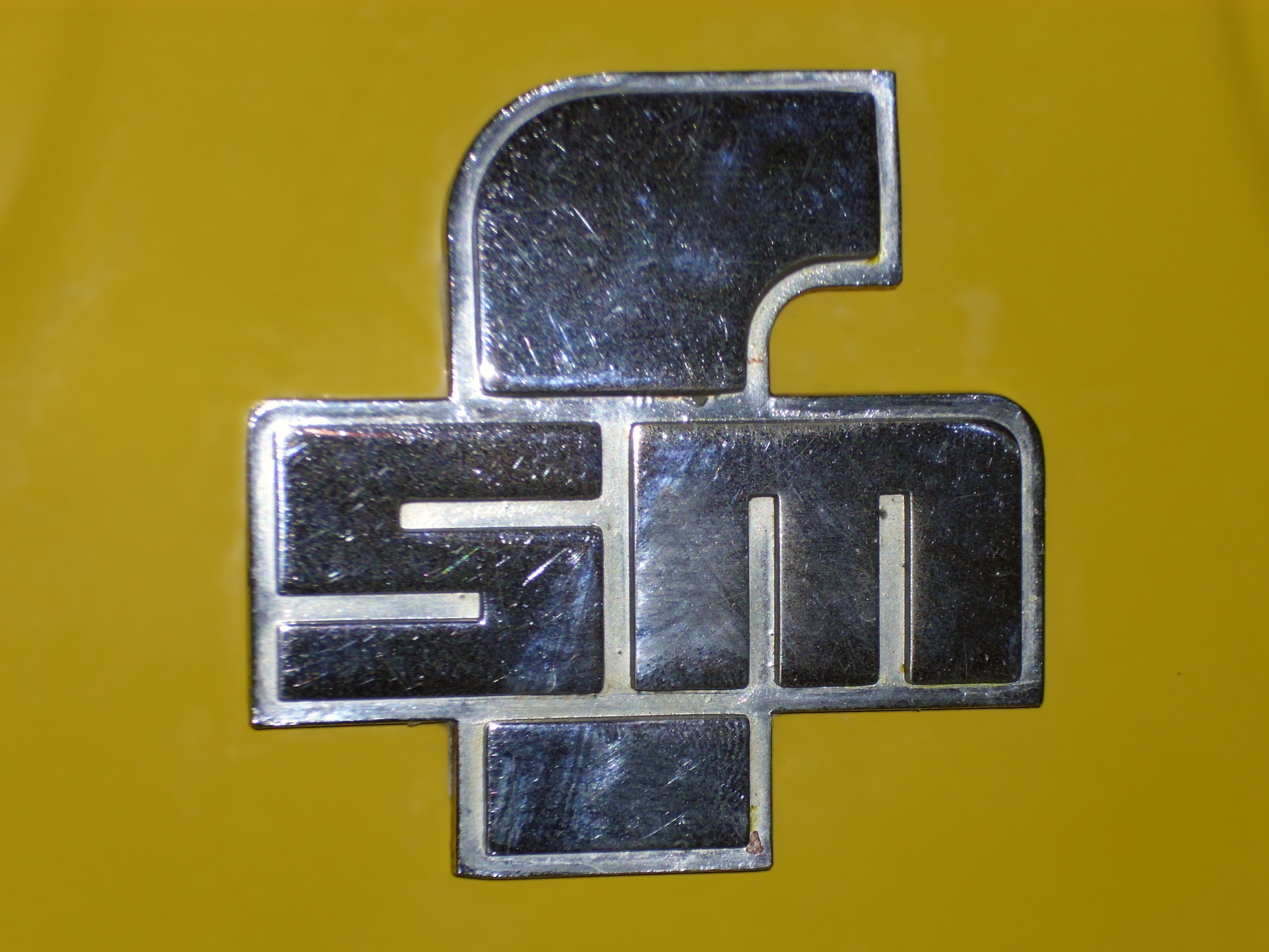
Logo FSM (1970)

Logo PREDOMu (1975)

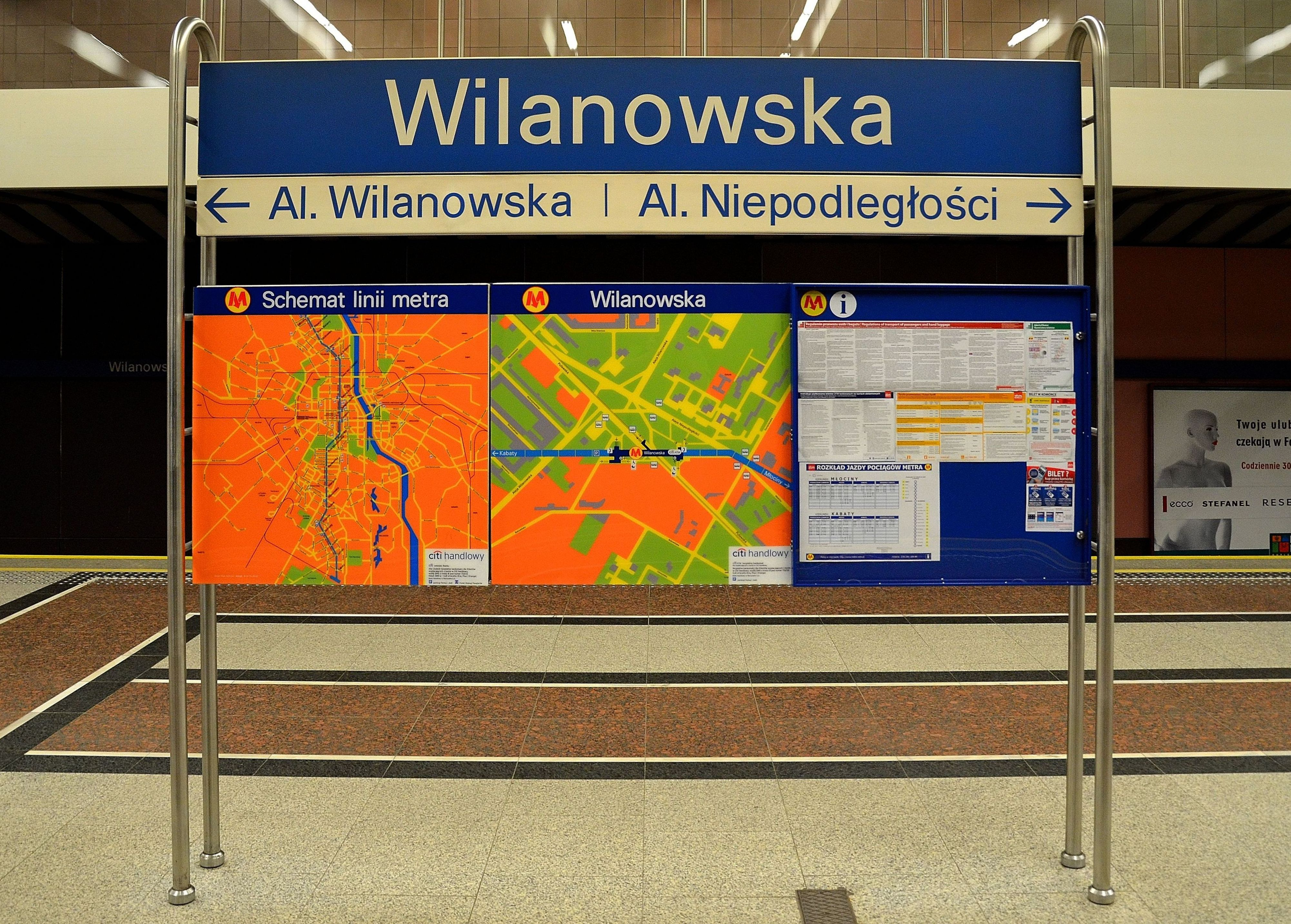
Tablica na peronie stacji metra w Warszawie (1983–2007)

- 1955 – projekt wystroju Światowego Festiwalu Młodzieży[1]
- 1956–1959 – projekt systemu zabudowy kuchni dla Osiedla Młodych w Warszawie[1]
- 1959 – projekt konkursowy pomnika Żołnierzy 1 Armii Wojska Polskiego (wraz z Gustawem Zemłą)[1]
- 1962–1963 – projekt zlewozmywaka z blachy emaliowanej dla Olkuskiej Fabryki Naczyń Emaliowanych[1]
- 1962–1963 – projekt silników spalinowych (wraz z Jerzym Słowikowskim)[1]
- 1963 – projekt obudowy kuchni (wraz z Marią Białą-Żwinis i Stanisławem Siemkiem)[1]
- 1964 – projekt lamp wewnętrznych następnie produkowanych przez El-met z Wieliczki[1]
- 1964 – projekt lekkiego odkurzacza następnie produkowanego przez Zelmera[1]
- 1964 – projekt logo WSK Świebodzice[1]
- 1964 – projekt mebli biurowych na zlecenie Zakładu Organizacji i Techniki Pracy Biurowej Ministerstwa Finansów następnie produkowanych przez Zjednoczenie Przemysłu Meblarskiego (wraz ze Zdzisławem Wróblewskim, Marią Białą-Żwinis i Edwardem Kurkowskim)[1]
- 1964–1994 – identyfikacja wizualna CPN (wraz z  Jerzym Słowikowskim i Stefanem Solikiem w latach 1978–1980 oraz Andrzejem Antoniukiem i Joanną Bojar-Antoniuk w latach 1990–1992)[1]
- 1965 – projekt lampy stojącej na zlecenie Centralnej Wzorcowni Arged następnie produkowanej przez Spółdzielnię Elektrometal (wraz z Jerzym Słowikowskim)[1]
- 1965 – projekt modernizacji obudowy piecyka łazienkowego[1]
- 1965 – projekt logo WSK Świdnik[1]
- około 1965 – projekt biurka sekretarki-maszynistki w układzie L (wraz z Marią Białą-Żwinis Maria, Edwardem Kurkowskim i Zdzisławem Wróblewskim)[1]
- 1967 – projekt gwinciarki WGS-13/8 następnie produkowanej przez FUM Warka[1]
- 1967–1968 – projekt logo Muzeum Wisły[1]
- 1967–1968 – projekt kanistra do olejów spalinowych i systemu pojemników do olejów silnikowych CPN[1]
- 1968 – projekt zegara pierwotnego ZP-4 następnie produkowanego przez Przemysłowy Instytut Automatyki i Pomiarów[1]
- 1969–1970 – projekt okrętowej centrali zegarowej następnie produkowanej przez PIAP[1]
- 1970 – projekt modularnego systemu wiat przystankowych „Trasa Łazienkowska”[1]
- 1970 – projekt logo FSM[1]
- 1970 – projekt 5-litrowego kanistra następnie produkowanego przez Warszawską Fabrykę Tworzyw Sztucznych Arged[1]
- 1972 – logo Programu Budowy Autostrad w Polsce Bumar[1]
- 1973 – projekt kanistra i systemu pojemników do olejów silnikowych CPN[1]
- 1973 – projekt systemu pojemników z tworzyw sztucznych do sklepów samoobsługowych Chedom w Łodzi[1]
- 1973 – kompleks identyfikacji kółek rolniczych[1]
- 1975 – identyfikacja wizualna Zjednoczenia Predom (wraz z Witoldem Gąsiorowskim)[1]
- 1983–2007 – projekt systemu informacji wizualnej warszawskiego metra (wraz z Romanem Duszkiem, Markiem Stańczykiem, Janem Jędryką, Joanną Bojar-Antoniuk i Andrzejem Antoniukiem)[1]
- 1986 – projekt zegara elektronicznego dla warszawskiego metra (wraz z Janem Jędryką)[1]
- 1986 – projekt emblematu świetlnego warszawskiego metra (wraz z Jerzym Słowikowskim)[24]
- 1987 – projekt schematu malowania taboru warszawskiego metra[25]
- 1987 – projekt narzędzi do napraw domowych (wraz z W. Borowskim i A. Sosnowskim)[1]
- 1993 – projekt lampy oświetlenia ulicznego następnie produkowanej przez Espol[1]

## Spór z Metrem Warszawskim

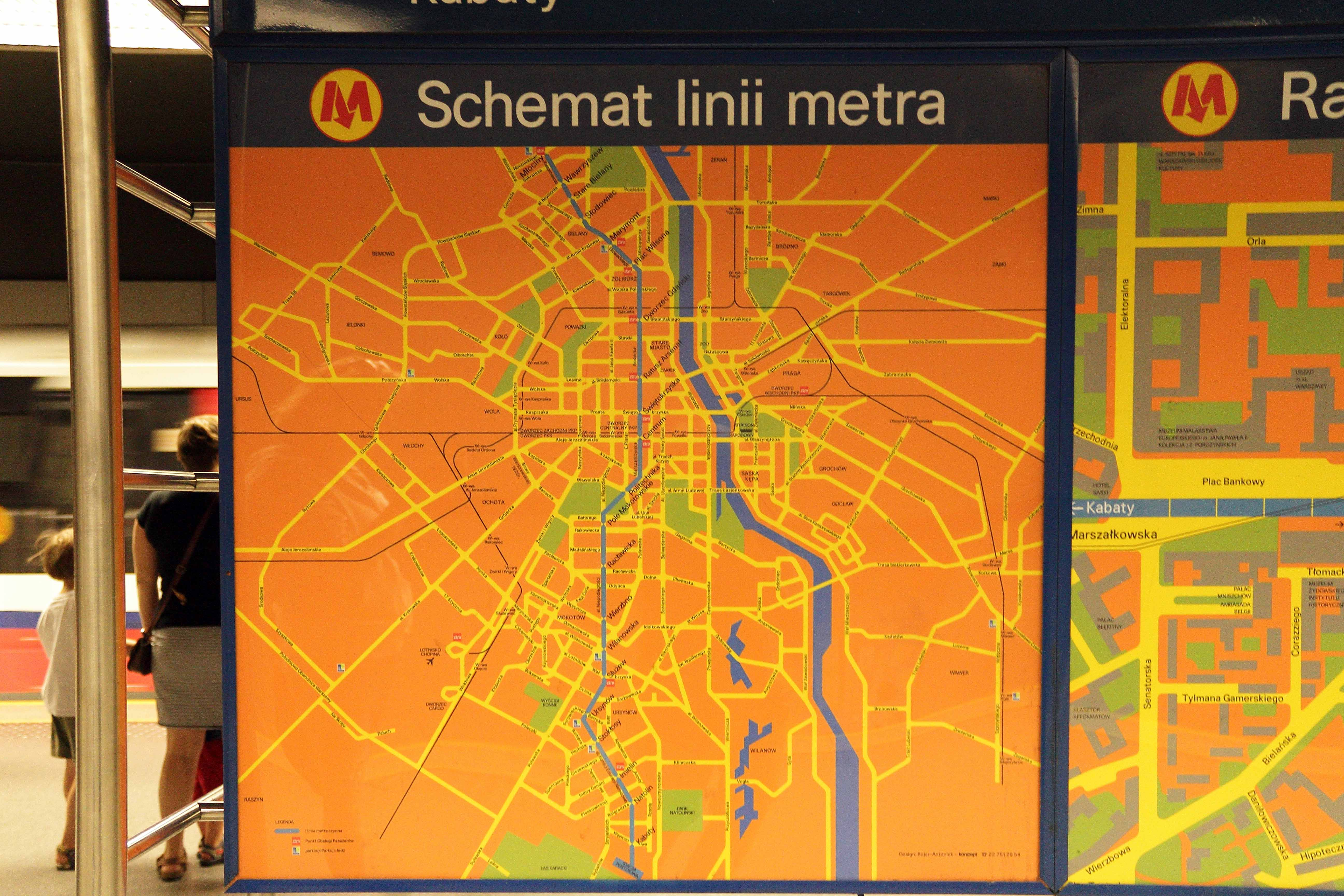
Mapa według projektu Bojara na stacji I linii

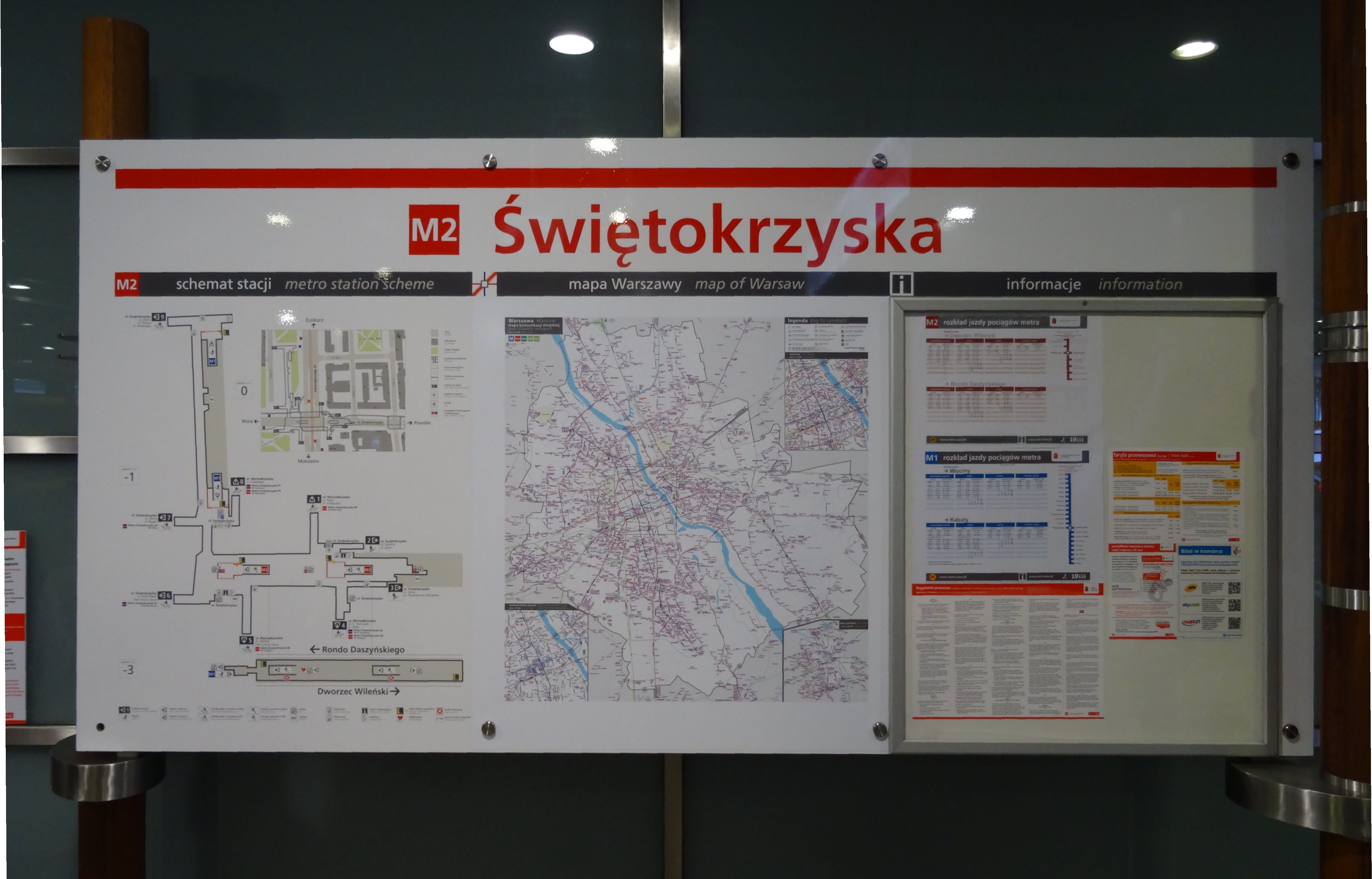
Tablica informacyjna na stacji II linii

W latach 80. Ryszard Bojar i Roman Duszek opracowali system informacji pasażerskiej dla warszawskiego metra, który był pierwszym w kraju kompleksowym opracowaniem dotyczącym transportu publicznego. W trakcie jego tworzenia konsultowano się z architektami stacji pierwszego odcinka I linii, dzięki czemu powstał spójny system oznaczeń, który z biegiem czasu był rozszerzany na kolejne stacje. W okresie PRL-u nie przywiązywano jednak wagi do kwestii praw autorskich, dlatego też ich pełnia pozostała przy twórcach, przez co każda aktualizacja była czasochłonna i kosztowna. W związku z tym Metro Warszawskie rozpoczęło negocjacje z Bojarem.
Spółka twierdziła, że zaproponowała przejęcie przez nią praw do systemu w celu jego dalszego rozwoju na II linii. Wówczas Bojar podał cenę 900 tys. zł, którą podczas negocjacji udało się zmniejszyć 200 tys. zł netto. Wtedy jednak artysta uznał, że w kwocie tej nie będzie zawierać się prawo do kolorystyki, co dla metra oznaczałoby dalsze koszty związane z rozwijaniem systemu i zakupem wzorców odcieni NCS. Z tego powodu toczące się na początku 2012 rozmowy przerwano. Przy okazji przedsiębiorstwo wytknęło dziełu Bojara kilka wad. System uznano za archaiczny i niespójny z systemem informacyjnym miasta, ponadto wskazano brak wersji anglojęzycznej napisów i błędy widniejące na mapach od samego początku.
Ryszard Bojar był zdania, że wersja przedstawiona przez metro to nieprawda i pomówienia. Artysta twierdził, że wielokrotnie proponował rozszerzenie systemu własnego projektu na II linię i że już w grudniu 2007 dysponował wstępnym opracowaniem uwzględniającym 7 stacji centralnego odcinka II linii, które zostało zamówione przez Andrzeja Chołdzyńskiego. Podczas rozmów z metrem ustalono, że przewoźnik zaproponuje honorarium wynikające z wyliczeń wszystkich przyszłych linii i stacji. Kwota ta wyniosła 900 tys. zł i była nie do przyjęcia dla spółki, dlatego w kolejnym podejściu metro zaproponowało 100 tys. zł, a artysta, ze względu na konieczność aktualizacji oznaczeń na I nitce i wykonania nowych dla kolejnych linii, chciał podwyższenia tej kwoty do 200 tys. zł, w której miały zawierać się również prawa do kolorystyki. Ponadto Bojar twierdził, że w przeszłości kilka razy proponował aktualizację nośników, ale otrzymywał odpowiedzi negatywne. Uważał on także, że napisy w dwóch językach są rzadko spotykane w systemach metra na świecie, ale istnieje możliwość wdrożenia wersji anglojęzycznej w dotychczasowym systemie informacji. Po tym wszystkim spółka przerwała rozmowy nie informując o tym zainteresowanego. Artysta domagał się od Metra Warszawskiego sprostowania i przeprosin oraz podsumowując całą sytuację powiedział, że „wprowadzenie innej informacji na kolejnej linii metra oceni historia”.
Metro nie skomentowało wypowiedzi artysty podtrzymując swoje stanowisko, a plastyk nie odniósł się do wcześniejszych faktów i informacji, którym nie zaprzeczył. Ostatecznie postanowiono zerwać z dotychczasowymi oznaczeniami w warszawskim metrze i przewoźnik pod koniec marca 2012 z polecenia Zarządu Transportu Miejskiego ogłosił przetarg na opracowanie nowego katalogu systemu informacji pasażerskiej dla budowanej II linii. Miał on nawiązywać do oznaczeń na I linii, ale jednocześnie nie mógł naruszać praw autorskich ich twórców, a dodatkowo musiał być zgodny z oznaczeniami Miejskiego Systemu Informacji. Wymagano także wykonania tablic w języku angielskim i przekazania praw autorskich Metru Warszawskiemu. Postępowanie spotkało się z krytyką środowisk twórczych, których przedstawiciele podkreślali dobre funkcjonowanie dotychczasowego intuicyjnego systemu oraz brak funkcjonalnego, estetycznego, praktycznego i ekonomicznego uzasadnienia dla wdrażania nowych rozwiązań. Domagano się unieważnienia przetargu, ale ostatecznie pod koniec kwietnia 2012 wybrana została oferta ILF Consulting Engineers Polska. Spółka za opracowanie nowego systemu informacji otrzymała kwotę 147,6 tys. zł, czyli mniej od wcześniejszych oczekiwań Bojara. Metro było zdania, że artysta, tak jak inne podmioty, mógł wystartować w przetargu, na co projektant odparł, że taki ruch byłby zaprzeczeniem jego kilkunastoletniej pracy. Na początku 2013 nowy system, w którego tworzenie zaangażowana była również agencja reklamowa Crex, został zaakceptowany przez ZTM. Ostatecznie jednak operator na etapie realizacji dokonał zmian w projekcie, o czym autorów nie poinformowano.

## Odznaczenia, nagrody i wyróżnienia
- 1959 – wyróżnienie w konkursie na pomnik Żołnierzy 1 Armii Wojska Polskiego (wraz z Gustawem Zemłą)[1]
- 1962 – wyróżnienie Ministerstwa Kultury i Sztuki za dorobek projektowy w 15-lecie PRL-u[1]
- 1962 – nagroda Rady Wzornictwa i Estetyki Produkcji Przemysłowej na II Targach Wzornictwa Przemysłowego w Poznaniu (zbiorowa)[1]
- 1963 – wyróżnienie MKiS na 15-lecie Polskiej Sztuki Użytkowej w Zachęcie (zbiorowe)[1]
- 1968 – wyróżnienie Ministerstwa Przemysłu Chemicznego[1]
- 1970 – Nagroda Ministra Kultury i Sztuki za identyfikację wizualną CPN (wraz ze Stefanem Solikiem i Jerzym Słowikowskim)[1]
- 1972 – nagroda Złoty Kasztan za projekt 5-litrowego kanistra[1]
- Srebrny Krzyż Zasługi[20]
- odznaka „Zasłużony Działacz Kultury”[20]
- złota odznaka „Za zasługi dla rozwoju przemysłu maszynowego”[20]